# Stenopodidae
Famille
Les Stenopodidae sont une famille de crustacés décapodes (crevettes).

## Liste des genres
Selon World Register of Marine Species (18 février 2015) :
- genre Juxtastenopus Goy, 2010 -- 1 espèce
- genre Odontozona Holthuis, 1946 -- 16 espèces
- genre Richardina A. Milne-Edwards, 1881 -- 4 espèces
- genre Stenopus Latreille, 1819 -- 11 espèces

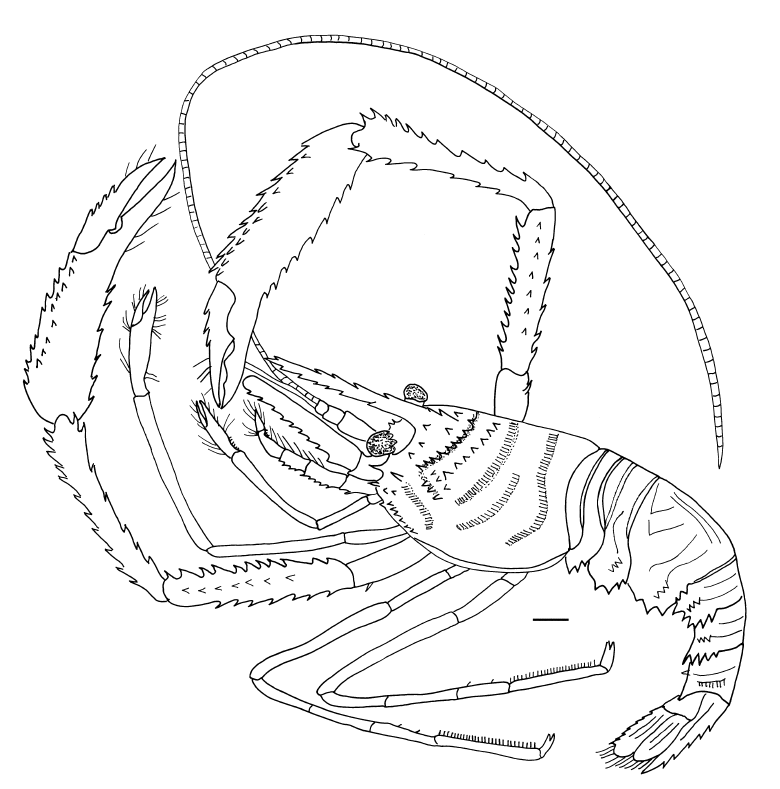
Odontozona edyli
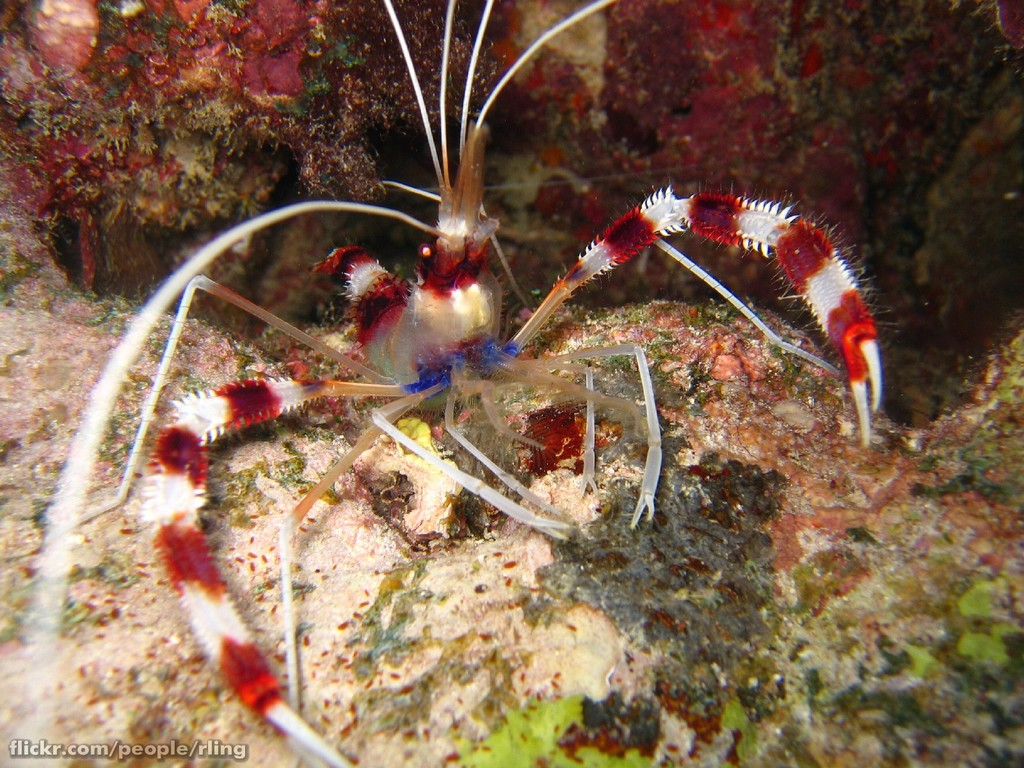
Stenopus hispidus